# المقاتل الباسل (مسلسل تلفزيوني)
المقاتل الباسل (بالصينية:大侠霍元甲); هو مسلسل تلفزيوني صيني صدر عام 2020، تم به على قناة CCTV و , iQiyi يوميا من 28 يوليو إلى 19 أغسطس .

## القصة
أسفرت حركة إعادة الزينة لعام 1898 عن مقتل «ستة أبطال». كان هوو يوان جيا، الذي كان مليئًا بالحماس الوطني، حريصًا على المشاركة ؛ ومع ذلك، سقط في فخ العدو ولم يكن بوسعه إلا أن يشاهد موت أبطال البلد. لم يمض وقت طويل بعد أن غزا العدو الصين. بعد ذلك بعام، قام Huo Yuan Jia الذي كان يعيش الآن في ChangZhou بالتنزه على طول الجبل. وبسبب إحباطه من ماضيه وخوفًا من الوقوع في فخ العدو مرة أخرى، قرر الانتقال إلى شنغهاي. نمت شهرة Huo Yuan Jia التالية بسرعة. أصبح اليابانيون (الذين غزوا الصين) قلقين وبدأوا في استفزاز هوو يوان جيا. قام Huo Yuan Jia بشن هجوم بلا خوف في المعركة وهزم العدو أخيرًا بأفعاله الشجاعة

## بطولة
- Vincent Zhao بدور هوه يوان جيا
- Nikita Mao بدور وانغ يون ينغ
- Shi Xiao Long بدور تشن زين
- Wu Chao بدور نونغ جين سون
- Ping Hui Tay بدور شا لانج
- Ryan Kou بدور هوانغ وين فا